# Người giúp việc (nhạc kịch)
Người giúp việc (tiếng Nga: Дуэнья) là một vở nhạc kịch truyền hình do Mikhail Grigoryev dàn dựng, ra mắt lần đầu năm 1979.
Vở kịch dựa theo tác phẩm cùng tên của kịch Richard Sheridan.

## Diễn viên
- Vladimir Zeldin... Don Jerome
- Aleksandr Safronov... Fernando (con trai của Jerome)
- Irina Muravyova... Inessa (con gái của Jerome)
- Marina Livanova... Leonora (người yêu của Fernando)
- A.Korol... Antonio (người yêu của Inessa)
- Yevgeny Leonov... Don Izokelo Mendoso
- Tatyana Vasilyeva... Dorothea (người giúp việc)
- Semyon Farada... Don Pedro Almenso (cha Leonora)
- Lyubov Polishchuk... Diana (vợ Pedro)
- Vladimir Soshalsky... Carlos
- Oksana Fomichyova... Lauretta
- Z.Belaya... Fraskita
- Yury Suchkov... Lopes
- Anatoly Kubatsky... Pablo
- Nikolai Gorlov... Mục sư
- Fyodor Savostyanov... Mục sư
- Pyotr Merkuryev... Mục sư
- Leonid Persyaninov
- Viktor Makhov
- I.Belyi
- Ye.Bykadorov
- V.Kornukov
- Leonid Nedovich
- Rafail Rakitin
- P.Skladchikov
- P.Tkachenko
- Yu.Zakolodkina

## Ê-kíp
- Thiết kế sản xuất: Pyotr Prorokov
- Phục trang: M.Saldayeva
- Âm thanh: V.Zosimovich